# Rumle Hammerich
Pour les articles homonymes, voir Hammerich.
Rumle Hammerich, né le 16 novembre 1954 à Copenhague (Danemark), est un réalisateur et scénariste suédo-danois.

## Filmographie

### Comme réalisateur

#### Au cinéma
- 1983 : Otto Is a Rhino (Otto er et næsehorn)
- 1989 : The Dog That Smiled (Hunden som log)
- 1992 : Svart Lucia
- 2005 : Young Andersen (Unge Andersen)
- 2006 : Mit Danmark
- 2007 : Cliff Forest
- 2009 : Headhunter

#### À la télévision
- 1988 : Dårfinkar & dönickar (série TV)
- 1991 : Fasadklättraren (TV)
- 1993 : Satirica (série TV)
- 1994 : The Teacher's Room (Lærerværelset) (série TV)
- 1994 : Kan du vissla Johanna? (TV)
- 1997 : Taxa (série TV, 2 épisodes)
- 2000 : Herr von Hancken (série TV)
- 2010 : Borgen, une femme au pouvoir (série TV, saison 1, 2 épisodes)
- 2015 : Bron (Broen) (série TV, 6 épisodes)

### Comme scénariste
- 1981 : Den sidste detalje
- 1981 : Cirkus Casablanca
- 1982 : Når jeg bliver stor
- 1983 : Otto er et næsehorn
- 1987 : Quark and the Vikings (TV)
- 1988 : L'Ombre d'Emma (Skyggen af Emma)
- 1991 : Fasadklättraren (TV)
- 1992 : Svart Lucia
- 1993 : Satirica (feuilleton TV)
- 1995 : Mellem venner (feuilleton TV)
- 2000 : Rejseholdet (série TV)
- 2005 : Unge Andersen
- 2007 : Cliff Forest
- 2009 : Headhunter